# 田嶋和夫
田嶋　和夫（たじま　かずお、1938年 -）は、日本の工学者である。ファンデルワールス力を用いたエマルションの方法三相乳化 (神奈川大学)の発明者。神奈川大学特別招聘教授。神奈川大学が特許を取得し立ち上げた企業.株式会社未来環境テクノロジー取締役／CTO 最高技術責任者。

## 経歴
1938年2月9日東京都江戸川区生まれ。1963年東京都立大学大学院理学研究科修士課程修了。1963年東京都立大学助手。1971年理学博士（東京都立大学）。1984年神奈川大学工学部助教授となり、1990年教授。
日本学術会議化学研究連絡委員会委員、農芸・応用化学小委員会委員長、日本油化学会会長等を歴任。

## 受賞
- 1970年12月松永研究奨励賞ラジオトレーサー法による界面活性剤の吸着の研究
- 1975年 6月伊藤研究奨励賞ラジオトレーサー法によるリン脂質膜に対する界面活性物質の吸着性の研究
- 1994年 2月油脂技術優秀論文賞 ポリオキシエチレン硬化ひまし油系非イオン界面活性剤のベシクル形成性およびその熱的性質に関する研究
- 2002年 3月日本油化学会学会賞受賞「両親媒性物質が形成する自己組織体に関する研究」
- 2002年 9月日本油化学会J. Oleo Science エディター賞受賞”Three-Phase Emulsion of Hexadecane with Dimyristoylphosphatidylglycerol Sodium Salt in Water: Interpretation by New Phase Transition in Bilayer Assembly”， J. Oleo Science, 50, (No.6)，475-484 (2001)

## 著書
- 界面化学 (基礎化学コース) 2001/9/1近沢 正敏 (著), 田嶋 和夫  (著)